# Cómo ganar enemigos
Cómo ganar enemigos es una película de comedia argentina de 2015 coescrita y dirigida por Gabriel Lichtmann.

## Premios y nominaciones

### Premios Cóndor de Plata
La 64.ª edición de los Premios Cóndor de Plata se llevó a cabo en junio de 2016.
| Año  | Categoría   | Nominado      | Resultado |
| ---- | ----------- | ------------- | --------- |
| 2016 | Mejor actor | Martín Slipak | Nominado  |